# Xã Eldorado, Quận Clay, Nebraska
Xã Eldorado (tiếng Anh: Eldorado Township) là một xã thuộc quận Clay, tiểu bang Nebraska, Hoa Kỳ. Năm 2010, dân số của xã này là 104 người.